# Windom (Kansas)
Windom is een plaats (city) in de Amerikaanse staat Kansas, en valt bestuurlijk gezien onder McPherson County.

## Demografie
Bij de volkstelling in 2000 werd het aantal inwoners vastgesteld op 137.
In 2006 is het aantal inwoners door het United States Census Bureau geschat op 134, een daling van 3 (-2,2%).

## Geografie
Volgens het United States Census Bureau beslaat de plaats een oppervlakte van
0,6 km², geheel bestaande uit land. Windom ligt op ongeveer 503 m boven zeeniveau.

## Plaatsen in de nabije omgeving
De onderstaande figuur toont nabijgelegen plaatsen in een straal van 28 km rond Windom.